# Chirileni
Chirileni è un comune della Moldavia situato nel distretto di Ungheni di 1.996 abitanti al censimento del 2004.